# كلير أندروود
كلير هيل أندروود (بالإنجليزية: Claire Underwood) هي شخصية خيالية في مسلسل بيت البطاقات، لعب الدور من قبل روبن رايت. هي زوجة بطل الرواية فرانسيس جيه "فرانك" أندروود. وهي عضوة مجموعة الضغط وتدير منظمة غير ربحيةللبيئة، ولكن في مواسم لاحقة تصعد إلى مركز السيدة الثانية للولايات المتحدة، وأخيرا السيدة الأولى في الولايات المتحدة وسفيرة الولايات المتحدة لدى الأمم المتحدة. كان أول ظهور لها في المسلسلة 'الحلقة التجريبية، «الفصل الأول». تستند الشخصية على اليزابيث أوركهارت، وهي شخصية من المسلسل البريطاني الذي تشتق منه السلسلة الحالية. على عكس الشخصية الأصلية، كلير لديها الوقائع المنظورة الخاصة.
كان الدور حاسم، فازت رايت على جائزة غولدن غلوب لأفضل ممثلة - مسلسل تلفزيوني درامي لهذا الدور في حفل توزيع جوائز غولدن غلوب ال71، لتصبح أول ممثلة للفوز بجائزة غولدن غلوب لتلفزيون على الإنترنت فقط دور في سلسلة. وقد رشحت لجائزة إيمي لأفضل ممثلة في مسلسل درامي لهذا الدور في 65، 66 وال67 جوائز إيمي.

## نظرة عامة
تنحدر كلير هيل أندروود من حي هايلاند بارك في دالاس بولاية تكساس. كان والدها الراحل شخصية بارزة في الحزب الجمهوري في تكساس. وأثناء دراستها للصحة البيئية والكيمياء في كلية رادكليف بكامبريدج، التقت بفرانسيس جاي "فرانك" أندروود، طالب القانون في جامعة هارفارد من ولاية كارولاينا الجنوبية. لاحقًا، حصلت على درجة الماجستير في الصحة العامة من جامعة هارفارد.
تنتمي كلير إلى عائلة ثرية، وتُوصف في المسلسل بأنها "أميرة مجتمع من دالاس" وأنها "نقية البشرة". تروي كلير أن والدها أخذها إلى ديلي بلازا، حيث تم اغتيال جون كينيدي، وأنها شعرت هناك بـ"حزنٍ وغضبٍ شديدين". علاقتها بوالدتها إليزابيث هايل (التي قامت بدورها إلين بورستين) كانت معقدة، إذ أنها تحتقر فرانك وتشعر بخيبة أمل من كلير بسبب زواجها منه.
وصف براين ستيلتر من صحيفة نيويورك تايمز كلير بأنها الزوجة المتآمرة لفرانك أندروود، واعتبر أن الزوجين أندروود هما "الزوجان المخادعان في صلب مسلسل بيت البطاقات". وتُوصف كلير بأنها امرأة "لن تتوقف عن شيء حتى تسيطر على كل شيء".
وصفها هانك ستويفر من صحيفة واشنطن بوست بأنها "زوجة باردة كالجليد". وأكدت سارة هيوز من صحيفة ذا إندبندنت هذا الوصف، مشيرة إلى أن ولاء كلير لمخططات الزوجين واضح لدرجة أنها ستنفذها بنفسها إن تردد فرانك. وبعد الموسم الرابع، صرحت روبن رايت أنها ترى أن كلير أندروود مساوية لفرانك أندروود، وطالبت بالحصول على أجرٍ مماثل له عن دورها، وهو ما وافقت عليه نتفليكس.

### علاقتها بفرانك
بينما يتسم فرانك بأسلوب مكيافيلي، تُجسد كلير صورة امرأة تدفع زوجها لتعزيز سلطته، على غرار ليدي ماكبث. تشجع كلير نزعاته بينما تنتقد نقاط ضعفه، قائلة: "زوجي لا يعتذر... حتى لي". هذا التوازن بينهما يعزز مصداقية العلاقة التبادلية بين الزوجين.
أشار بو ويليمان إلى أن "الشيء الاستثنائي في فرانك وكلير هو وجود حب عميق واحترام متبادل بينهما، لكن طريقة تحقيق ذلك قائمة على مجموعة من القواعد المختلفة تمامًا عما نتبعه نحن عادةً". وصفت نانسي دي وولف سميث من صحيفة وول ستريت جورنال كلير بأنها "شقراء قصيرة الشعر تجمع بين السمات الذكورية والقدرة على إبطال رجولة الآخرين في الوقت نفسه". ووصفت علاقتها بفرانك بأنها محور أساسي في السرد الدرامي للمسلسل، قائلة: "رغم مظهرهما غير المؤذي – وهو ما يجعل الأندروودز فعالين جدًا كمخططين سياسيين – فإنهما زوجان يتمتعان بكيمياء خبيثة، تشبه الكيمياء التي تربط بين أزواج القتلة المتسلسلين، حيث يحتاج كل منهما إلى الآخر ليصبح قاتلًا".
بعد مشاهدة معاينة مكونة من أربع حلقات للموسم الثاني، كتب الناقد تيم غودمان من هوليوود ريبورتر أن المسلسل "يُقدم الزوجين فرانك (كيفين سبيسي) وكلير (روبن رايت) أندروود كزوجين يسعيان إلى السلطة بأي ثمن، ولكنهما مبالغان في المكر والخداع لدرجة مريبة". وكتبت ماري مكنامارا، الناقدة في صحيفة لوس أنجلوس تايمز، أن مسلسل بيت البطاقات هو قصة حب على مستويات متعددة، ولكن الأهم بينها هي قصة الحب بين فرانك وكلير.
في الموسم الثالث، عندما أصبح الزوجان أندروود رئيسًا للولايات المتحدة وسيدة أولى، بدأت علاقة كلير بفرانك في التدهور. فقد سئمت من كونها في دور تابع له، وكانت تطمح لأن تكون "ذات أهمية" بذاتها، وقررت أن فرانك "لم يعد كافيًا" بالنسبة لها. وفي نهاية الموسم، تتركه، لكنها تعود في الموسم الرابع، وتتعامل مع زواجهما كترتيب سياسي بحت لدعم طموحها المهني. وعندما يتعرض فرانك لإطلاق نار خلال فعالية انتخابية، تعترف كلير في السر بأنها لا تشعر بشيء تجاهه. وخلال الموسم، تعمل من خلف الكواليس لإضعاف حملته الانتخابية، لكنها في النهاية تتعاون معه لتصبح نائبة للرئيس. كما تدخل في علاقة عاطفية مع كاتب خطاباتها، توم ييتس (بول سباركس)، وذلك بموافقة فرانك.
قبل رحيل كيفين سبيسي من المسلسل، كان من المخطط أن يركّز الموسم السادس على معركة طلاق بين فرانك وكلير، يسعى كل منهما خلالها لتدمير الآخر؛ إلا أن القصة أُعيدت صياغتها بالكامل بعد طرد سبايسي. ووفقًا للأحداث الجديدة، توفي فرانك خلف الكواليس، وتولت كلير الرئاسة، وبدأت في الابتعاد عنه علنًا، بينما وصفتُه في السر بأنه "أكبر ندم في حياتها". وفي وقت لاحق من الموسم، تكشف أنها حامل بطفله.